# Рибейру, Руан
Руан Рибейру Родригес (порт. Ruan Ribeiro Rodrigues; род. 15 августа 2003, Императрис, Мараньян) — бразильский футболист, нападающий клуба «Палмейрас». Выступает на правах аренды в клубе «Интернасьонал Лимейра».

## Карьера

### «Палмейрас»

#### Начало карьеры
Воспитанник футбольной академии бразильского клуба «Палмейрас». В начале 2022 году на правах аренды на пару месяцев присоединился к клубу «Ибрачина», где выступал за команду до 20 лет. По возвращении в «Палмейрас» футболист также продолжал выступать за молодёжную команду до 20 лет, вместе с которой стал чемпионом молодёжного чемпионата. В январе 2023 года футболист стал обладателем Молодёжного Кубка Сан-Паулу, в розыгрыше которого отличился 9 забитыми голами.

#### Аренда в «Валмиеру»
В марте 2023 года футболист на правах арендного соглашения присоединился к латвийскому клубу «Валмиера». Дебютировал за клуб 18 марта 2023 года в матче против клуба «Лиепая», выйдя на замену на 69 минуте. В следующем матче 2 апреля 2023 года против клуба «Ауда» футболист отличился дебютными забитым голом и результативной передачей. В июле 2023 года футболист вместе с клубом отправился на квалификационные матчи Лиги чемпионов УЕФА. Первый матч сыграл 11 июля 2023 года против словенского клуба «Олимпия», выйдя на поле в стартовом составе. В ответном матче 19 июля 2023 года люблянская «Олимпия» оказалась сильнее и прошла в следующий квалификационный раунд. Завершил сезон футболист вместе с клубом на итоговом четвёртом месте в чемпионате, отличившись за клуб 7 забитыми голами и 2 результативными передачами во всех турнирах. По окончании срока арендного соглашения футболист покинул клуб.

#### Аренда в «Пайсанду» Белен
В декабре 2023 года футболист на правах арендного соглашения присоединился к бразильскому клубу «Пайсанду» до конца сезона. Дебютировал за клуб футболист 24 февраля 2024 года в матче Лиги Параэнсе против клуба «Канаан», выйдя на замену на 74 минуте. Первый матч в бразильской Серии B футболист сыграл 20 апреля 2024 года против «Сантоса», выйдя на замену на 76 минуте.